# Cookoo Cavaliers
Cookoo Cavaliers (br.: Salão de belezas) é um filme de curta-metragem estadunidense de 1940, produzido e dirigido por Jules White. É o 51º de um total de 190 filmes da série com os Três Patetas da Columbia Pictures entre 1934 e 1959.

## Enredo
Os Três Patetas são vendedores de peixes "frescos" mas economizaram e não compraram gelo, o que fez com que a mercadoria estragasse e que em 30 dias eles não conseguissem nenhuma venda. Depois de mais umas tentativas fracassadas eles desistem das vendas e resolvem investir no negócio de bares. Mas encontram um corretor mexicano (Lynton Brent) que não entende quando Curly fala saloon e menos ainda quando o Pateta acrescenta "...que tivesse classe e beleza" causando uma confusão que faz com que ofereça a eles um "salão de beleza". Os Patetas então se tornam proprietários de um salão de beleza mexicano, localizado na fronteira, e suas primeiras clientes são quatro coristas de um cabaret local. Uma das moças, interpretada por Dorothy Appleby, pede uma máscara de lama e naturalmente os Patetas usam lama natural que Larry pegara na rua. Quando a "máscara" enduresse no rosto dela, o trio passa a tentar retirá-la e com a dificuldade usam várias ferramentas inclusive um britador. Ela sai do salão toda machucada e vai atrás do seu patrão para reclamar. Enquanto isso os Patetas começam o "tratamento" nas outras três: eles tentam tingir os cabelos delas de loiro mas ao retirarem as toalhas quentes, as moças aparecem completamente carecas. O patrão e elas correm em perseguição aos atrapalhados e lhes acertam vários tiros nos traseiros quando estão a fugir pelo meio da rua.